# ʿUmar ibn ʿAbd al-ʿAzīz

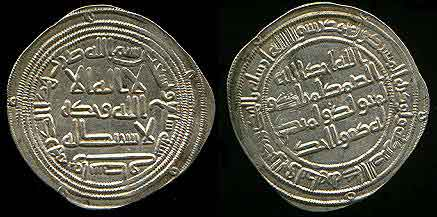
Von Umar Ibn Abd al-Aziz herausgegebene ummayadischen Dirhams

ʿUmar ibn ʿAbd al-ʿAzīz (arabisch عمر بن عبد العزيز, DMG ʿUmar ibn ʿAbd al-ʿAzīz, auch ʿUmar II. oder Omar Ibn Abdel-Aziz; * ca. 680; † Februar 720 in Dair Samʿān) war der achte Kalif der Umayyaden (717–720). Er war der Sohn von ʿAbd al-ʿAzīz ibn Marwān und Layla bint Assem ibn Umar ibn al-Chattab, Enkelin des zweiten Kalifen ʿUmar ibn al-Chattāb (634–644).

## Frühe Jahre
ʿUmar verbrachte seine frühen Lebensjahre in Ägypten, wo sein Vater ʿAbd al-ʿAzīz von 686 bis 705 als Statthalter seines Bruders Marwan I. tätig war. Nach dem Tode seines Vaters wurde er von ʿAbd al-Malik nach Damaskus gerufen und mit dessen Tochter Fātima verheiratet. Kurz danach ernannte ihn ʿAbd al-Malik zum Statthalter von Medina. Im Februar/März 706 trat er seinen neuen Posten an. Seine Rechtshoheit schloss auch die beiden Städte Mekka und Taif ein. Über seine Aktivitäten in der Stadt ist wenig bekannt, allerdings wird berichtet, dass er schon früh den Umgang mit den Fuqahā' von Medina gesucht habe. Im Jahre 707 beaufsichtigte ʿUmar im Auftrag von al-Walid I. die Bauarbeiten zur Erweiterung der Prophetenmoschee in Medina. Aufgrund seiner bekannten Milde flohen viele Iraker, die mit al-Haddschādsch ibn Yūsuf in Konflikt geraten waren, in den Hedschas. Dies führte schließlich auch dazu, dass ʿUmar im Mai/Juni 712 auf Druck von al-Haddschādsch aus seinem Amt abberufen wurde.
Die folgenden Jahre verbrachte ʿUmar am Umayyadenhof in Damaskus, wo er zusammen mit dem Gelehrten Radschā' ibn Haiwa († 730) als Berater seines Cousins dem Kalifen Sulaimān (715–717) fungierte. Im Jahre 716 begleitete er Sulaimān in dieser Funktion auf einer Wallfahrt (Haddsch) nach Mekka. Als Sulaimān im gleichen Jahr bei den Vorbereitungen des Feldzugs gegen Konstantinopel in Nordsyrien erkrankte, schlug Radschā' dem Herrscher vor, nicht einen seiner Brüder, sondern seinen Cousin ʿUmar als seinen Nachfolger zu designieren. In Erwartung, dass diese ungewöhnliche Nachfolgeregelung bei den Umayyaden aus der Linie ʿAbd al-Maliks Opposition hervorrufen würde, ließ man sie den Treueid (baiʿa) nicht auf ʿUmar, sondern dessen noch nicht nominierte Nachfolger schwören. Der Widerstand gegen diese Entscheidung wurde erst mit dem Versprechen gebrochen, dass nach dem Tod ʿUmars die Nachfolge wieder an die Söhne ʿAbd al-Maliks (Yazid II., Hisham) zurückkehren würde.

## Kalifat

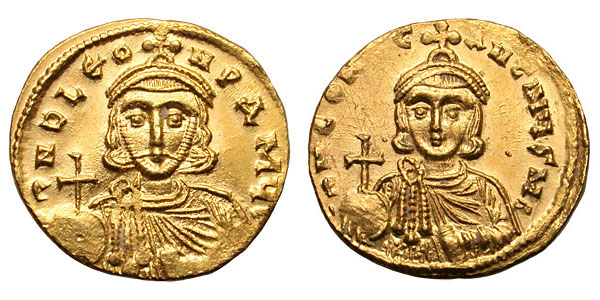
Kaiser Leo III. (links) der byzantinische Gegenspieler des Kalifen Umar II.

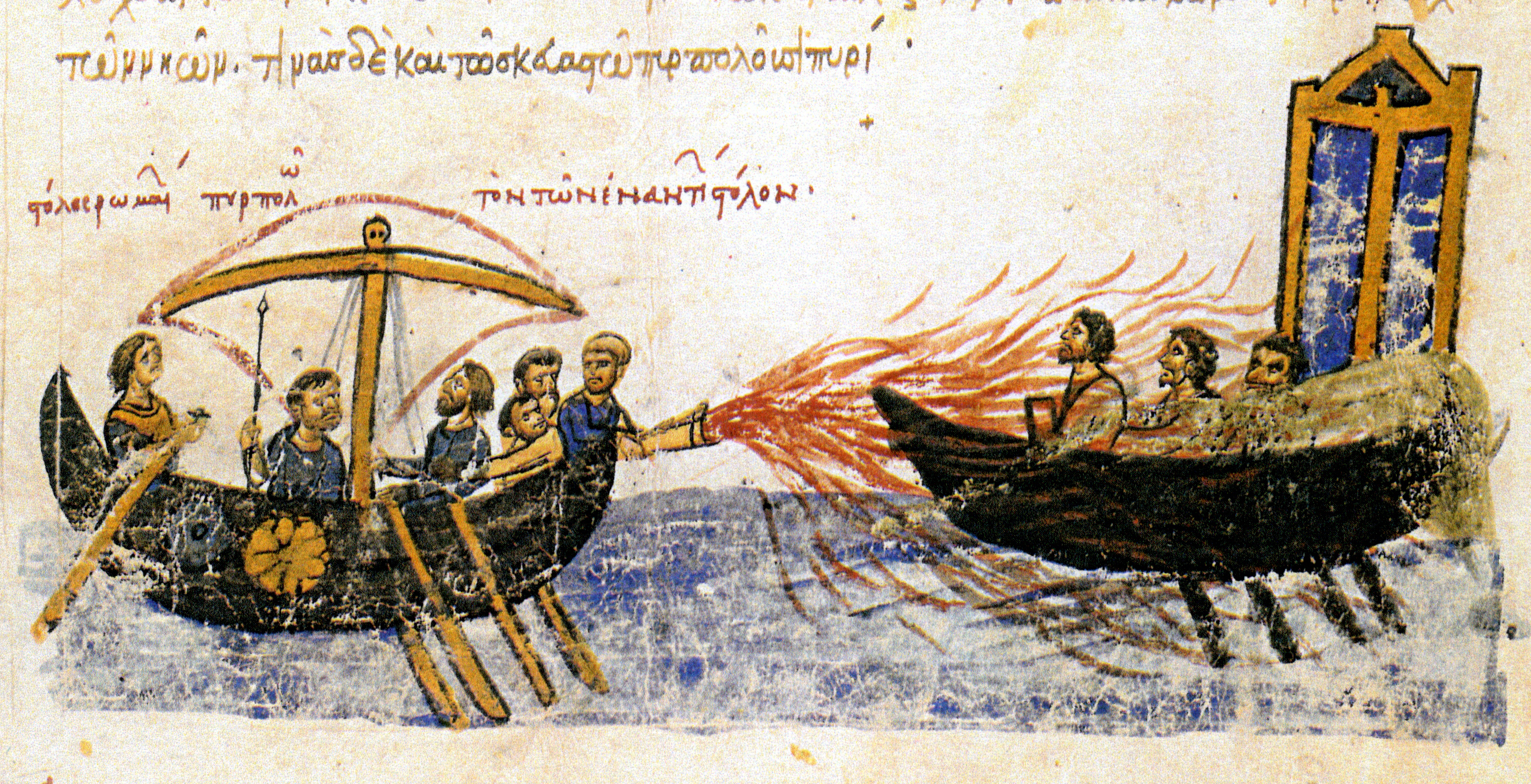
Kaiser Leo III. konnte mit Hilfe des Griechischen Feuers den Ansturm der Truppen der Kalifen Sulaimān und Umar II. auf Konstantinopel AD 717–718 stoppen und damit die islamische Expansion im Osten Europas aufhalten.

### Belagerung von Konstantinopel (717–718)
ʿUmars Kalifat begann mitten im Krieg gegen Byzanz. Sein Vorgänger der Kalif Sulaimān (715–717) hat im Sommer 717 mit der zweiten arabischen Belagerung Konstantinopels begonnen. Das Kriegsunternehmen scheiterte aber wie bereits die erste Belagerung von Konstantinopel (674–678) unter schwersten Verlusten für die Araber. Der überaus fähige byzantinische Kaiser Leo III. konnte unter anderem mit Hilfe einer waffentechnischen Innovation, dem Griechischen Feuer, den Ansturm der Truppen des Kalifen Sulaimān und seines Nachfolgers ʿUmar auf Konstantinopel stoppen. Zwei Monate nach Beginn der Belagerung starb Sulaimān entweder am 22. September oder 1. Oktober 717 und seine Nachfolger der Kalif ʿUmar setzte die Belagerung zehn Monate erfolglos fort.
Für die Geschichte Europas war die Verteidigung Konstantinopels (717–718) unter Führung des byzantinischen Kaisers Leo III. von größter historischer Bedeutung. Durch den fast vollständigen Verlust der arabischen Flotte war die Seeherrschaft der Araber im östlichen Mittelmeer auf Jahrzehnte hinaus gebrochen. An den Meerengen zwischen Schwarzem Meer und Ägäis war der Vormarsch der Muslime, die zu jener Zeit über die Hälfte der Mittelmeerküste unter ihrer Kontrolle hatten, zum Stehen gebracht worden.
Ohne die Verteidigung Konstantinopels wäre das Tor für die islamische Expansion nach Europa offen gestanden. Für die Entstehung des mittelalterlichen Europas war die Verteidigung Konstantinopels (717–718) von essentieller Bedeutung. Die Abwehr der Truppen der Kalifen Sulaimān und Umar II. durch Kaiser Leo III. stellt das östliche Gegenstück zur Schlacht von Tours und Poitiers 732 zur Verteidigung Europas gegen die islamische Expansion dar.

### ʿUmars Gesellschafts- und Steuerreformen
Unter ʿUmars Regierung wurden Verwaltungsreformen gefördert mit der Absicht, soziale Spannungen auszugleichen. Ebenso verbot er die öffentliche Verunglimpfung von Ali Ibn Abi Talib. Außerdem erließ er ein berühmtes, nach ihm benanntes Edikt, das klar stellte, wie Christen und Juden sich verhalten müssen, um Muslime und ihren Glauben nicht zu beleidigen. Unter anderem machte er es zur Pflicht, dass Juden einen Gelben Fleck tragen mussten. Juden und Christen durften keine hohen Verwaltungsämter mehr innehaben. Öffentliche Kreuze ließ er zerstören. Dieses Edikt forderte massiv die Islamisierung der Gesellschaft. Nicht zuletzt wegen dieser Maßnahmen gilt er aus islamischer Sicht bis heute als besonders fromm.
Allerdings stellte sich damit verstärkt das Problem des Glaubensübertritts von Nichtmuslimen zum Islam. Dies musste eigentlich zum Wegfall der Kopfsteuer führen, die von Nichtmuslimen an den Kalifen zu entrichten war. Durch die zunehmende Übernahme des Islam durch die nichtarabische Bevölkerung (seit Beginn des 8. Jahrhunderts) wurde die finanzielle Grundlage des Kalifats massiv bedroht. Unter Umar kam es deshalb zu der Regelung, dass sich die erhobene Steuer auf den Boden und nicht auf den Menschen beziehe, womit der einmal für die Steuer veranlagte Boden auch weiterhin steuerpflichtig bleibe. Das Problem der Gleichberechtigung der neuen Muslime konnte mit dieser Regelung natürlich nicht gelöst werden.

### Erben und Ableben
ʿUmar hatte einen Sohn namens ʿAbd al-Malik, den er sehr geliebt haben soll. Ihm werden Gottesfurcht und eine umfassende Bildung nachgesagt. ʿAbd al-Malik diente ʿUmar als Berater und drängte ihn zur raschen Umsetzung der von ihm geplanten Reformen, doch starb er schon 719 im Alter von 17 Jahren in Dair Samʿān. In einem Schreiben an seinen Gouverneur in Kufa verbot ʿUmar, dass man für seinen Sohn die Totenklage hielt, wie es damals bei Ableben von Herrschern und ihren Söhnen üblich war. Er selbst verstarb wenige Wochen später, im Februar 720, an demselben Ort wie sein Sohn.
Sein Nachfolger wurde sein Cousin Yazid II. (720–724) einer der Söhne des fünften Kalifen der Umayyaden Abd al-Malik (685–705).

## Korrespondenz
Die mittelalterlichen muslimischen Gelehrten überlieferten eine Anzahl von Briefen, die ʿUmar II. während seines Kalifats mit dem basrischen Prediger al-Hasan al-Basrī ausgetauscht haben soll.
Darüber hinaus haben sich Fragmente aus einer Pseudo-Korrespondenz zwischen ʿUmar und dem byzantinischen Kaiser Leo III. erhalten. Dabei handelt es sich um eine bemerkenswerte christlich-muslimische Polemik, die aus dem ausgehenden 10. Jahrhundert überliefert ist. In ihr vertreten die beiden Universalmonarchen Kalif (ʿUmar II.) und Kaiser (Leo III.) stellvertretend für ihre Glaubensgemeinschaften ihre Positionen. Das antichristliche Pamphlet eines syrischen Muslims wurde dabei als Brief ʿUmars II. an Leo III. ausgegeben. Die christliche Antwort auf diesen Pseudo-Kalifenbrief wurde dann im Namen Leos III. verfasst. Im Pseudo-Kalifenbrief, den man heute als eine muslimische Propagandaschrift bezeichnen würde, wurde der byzantinische Kaiser nicht nur als theologischer Gegenpart, sondern sehr geschickt als Legitimationsnachweis für das Prophetentum Mohammeds eingebunden. So habe der byzantinische Kaiser Herakleios (610–641) aufgrund des Erhalts eines Briefes des Propheten Mohammed die Schahāda abgelegt und anschließend vergeblich versucht seine Generäle ebenfalls zum Übertritt zum Islam zu bewegen. Der Kaiser beugte sich daraufhin dem Willen seiner Generäle, prophezeite jedoch schlimme Folgen für das künftige Schicksal der im falschen Glauben (Dīn) verharrenden Rhomäer.